# Willow Oak
Willow Oak és una concentració de població designada pel cens dels Estats Units a l'estat de Florida. Segons el cens del 2000 tenia 4.917 habitants.

## Demografia
Segons el cens del 2000, Willow Oak tenia 4.917 habitants, 1.784 habitatges, i 1.250 famílies. La densitat de població era de 589,6 habitants/km².
Dels 1.784 habitatges en un 38,3% hi vivien nens de menys de 18 anys, en un 54% hi vivien parelles casades, en un 9,8% dones solteres, i en un 29,9% no eren unitats familiars. En el 23,8% dels habitatges hi vivien persones soles el 4,5% de les quals corresponia a persones de 65 anys o més que vivien soles. El nombre mitjà de persones vivint en cada habitatge era de 2,76 i el nombre mitjà de persones que vivien en cada família era de 3,22.
Per edats la població es repartia de la següent manera: un 28,9% tenia menys de 18 anys, un 11,1% entre 18 i 24, un 34,6% entre 25 i 44, un 18,7% de 45 a 60 i un 6,8% 65 anys o més.
L'edat mediana era de 30 anys. Per cada 100 dones de 18 o més anys hi havia 107,9 homes.
La renda mediana per habitatge era de 39.591 $ i la renda mediana per família de 45.545 $. Els homes tenien una renda mediana de 31.819 $ mentre que les dones 22.425 $. La renda per capita de la població era de 16.729 $. Entorn del 7,2% de les famílies i el 13,4% de la població estaven per davall del llindar de pobresa.

## Poblacions més properes
El següent diagrama mostra les poblacions més properes.